# EP u hokeju na travi 1970.
Europsko prvenstvo u hokeju na travi za muške 1970. se održalo u Belgiji, u Bruxellesu/Brusselu.

## Sudionici
Sudionici su bili SR Njemačka, Malta, Finska, Škotska, SSSR, Nizozemska, Španjolska, Francuska, Italija, Mađarska, Danska, ČSSR, Wales, Austrija, Irska, Poljska, Engleska, Švicarska i Belgija.

## Rezultati
- za brončano odličje:

 Španjolska -  Francuska 2:1
- za zlatno odličje

 SR Njemačka -  Nizozemska 3:1

## Konačna ljestvica
| Mj. | Država       |
| --- | ------------ |
| 1.  | SR Njemačka  |
| 2.  | Nizozemska   |
| 3.  | Španjolska   |
| 4.  | Francuska    |
| 5.  | Belgija      |
| 6.  | Engleska     |
| 7.  | Poljska      |
| 8.  | Švicarska    |
| 9.  | Irska        |
| 10. | Čehoslovačka |
| 11. | Austrija     |
| 12. | Wales        |
| 13. | Italija      |
| 14. | SSSR         |
| 15. | Škotska      |
| 16. | Finska       |
| 17. | Mađarska     |
| 18. | Danska       |
| 19. | Malta        |

Naslov europskog prvaka je osvojila SR Njemačka.